# The Recording Academy
The Recording Academy (früher National Academy of Recording Arts and Sciences, Inc., kurz NARAS) ist eine am 28. Mai 1957 in Los Angeles gegründete privatrechtliche Organisation der Musikindustrie mit Hauptsitz in Santa Monica, Kalifornien (seit 1993). Insbesondere außerhalb der USA ist die Recording Academy vor allem als diejenige Institution bekannt, die seit 1959 mit dem Grammy Award einen der international renommiertesten Musikpreise vergibt. Ihr Hauptanliegen ist die Hebung der Lebens- und Arbeitsbedingungen der in der Musikindustrie Beschäftigten, also hauptsächlich von Musikern, Tontechnikern und Produzenten sowie die aktive Förderung besonders qualitätvoller Arbeit in diesen Tätigkeitsbereichen.